# Terpnissa listropterina
Terpnissa listropterina är en skalbaggsart som beskrevs av Bates 1867. Terpnissa listropterina ingår i släktet Terpnissa och familjen långhorningar.
Artens utbredningsområde är:
- Costa Rica.
- Paraguay.

Inga underarter finns listade i Catalogue of Life.